# Pojemność użytkowa zbiornika
Pojemność użytkowa zbiornika – pojemność przeznaczona do wykorzystania wody dla ustalonych celów (np. nawadniania, żeglugi, produkcji energii), zawarta między minimalnym poziomem piętrzenia a normalnym poziomem piętrzenia. 
Pojemność użytkowa zbiornika jest wymieniana jako jeden z podstawowych parametrów w dokumentacji wodno-prawnej dotyczącej zbiorników wodnych, a jest określana w m³.